# Agriocnemis exilis
Agriocnemis exilis – gatunek ważki z rodziny łątkowatych (Coenagrionidae). Występuje w Afryce Subsaharyjskiej, gdzie jest szeroko rozprzestrzeniony, na Madagaskarze, Mauritiusie i Reunionie.
W RPA imago lata od grudnia do końca maja. Długość ciała 18–22 mm. Długość tylnego skrzydła 8,5–10 mm.